# Amoni chloride
Amoni chloride là một hợp chất vô cơ với công thức hóa học NH4Cl. Đây là một muối tinh thể màu trắng tan mạnh trong nước. Dung dịch amoni chloride có tính axit nhẹ. Sal ammoniac là tên của dạng khoáng vật tự nhiên amoni chloride. Khoáng chất này thường được hình thành trên các địa điểm than đá bị cháy khi ngưng tụ các khí có nguồn gốc từ than. Nó cũng được tìm thấy xung quanh một số mỏm núi lửa phun. Amoni chloride chủ yếu được sử dụng làm phân bón và hương liệu trong một số loại cam thảo. Chất này là sản phẩm của phản ứng giữa axit clohydric và amonia.

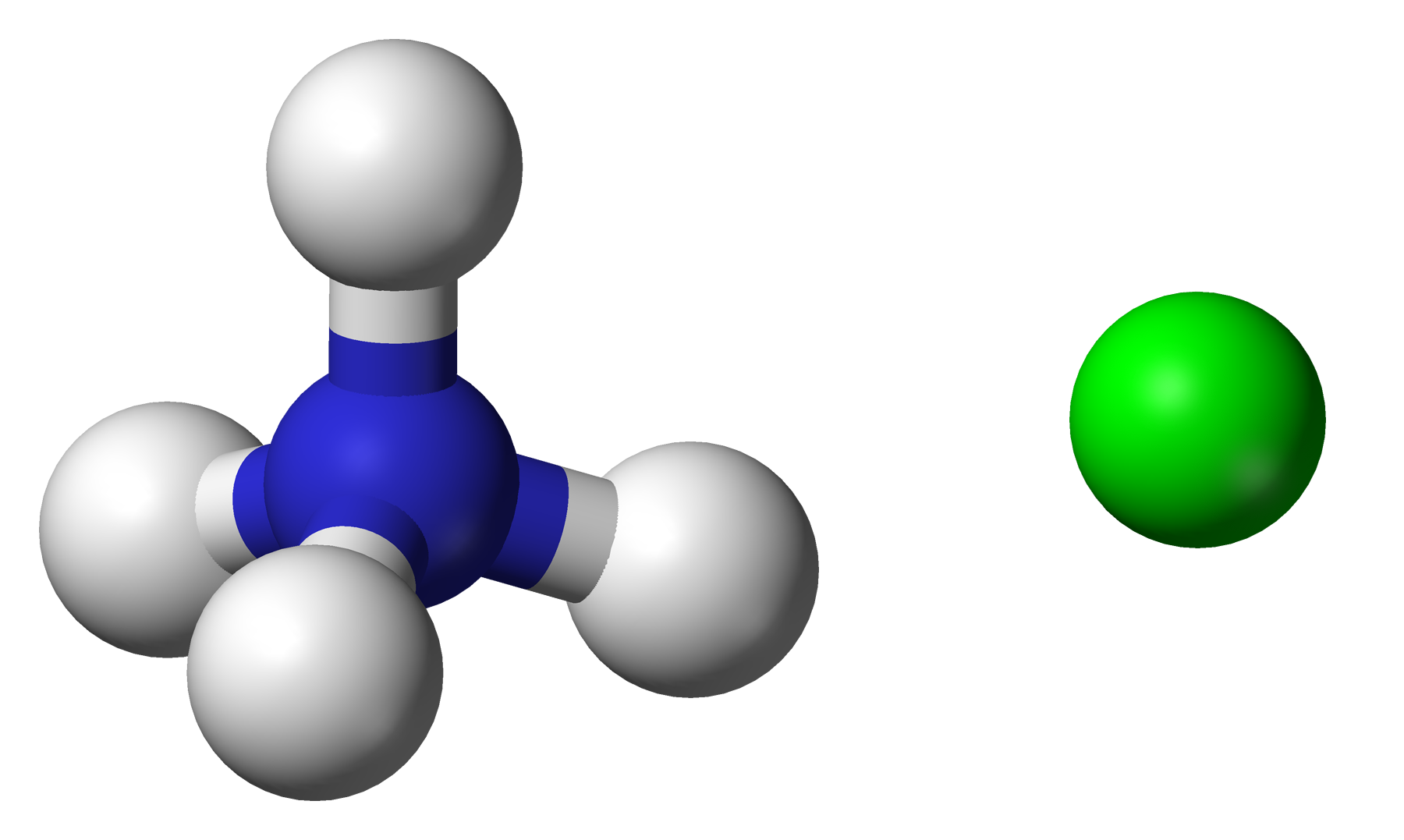
Phân tử Amoni chloride, NH_{4}Cl

## Sản xuất
Chất này là sản phẩm của công nghệ Solvay dùng để điều chế natri cacbonat:
CO2 + 2 NH3 + 2 NaCl + H2O → 2 NH4Cl + Na2CO3
Ngoài việc là phương pháp chính để sản xuất amoni chloride, phương pháp này được sử dụng để giảm thiểu việc giải phóng amonia trong một số hoạt động công nghiệp.
Amoni chloride được sản xuất đại trà bằng cách kết hợp amonia (NH3) với hydro chloride (khí) hoặc axit clohydric (dung dịch):
NH3 + HCl → NH4Cl
Amoni chloride có trong tự nhiên tại các vùng có núi lửa, hình thành trên các tảng đá núi lửa gần các lỗ thông khí thải (fumaroles). Các tinh thể muối này ngưng tụ trực tiếp từ trạng thái khí và có khuynh hướng tồn tại rất ngắn, vì chúng hòa tan dễ dàng trong nước.

## Phản ứng
Amoni chloride có vẻ sẽ thăng hoa khi đun nóng nhưng thực tế bị phân hủy thành amonia và khí hydrogen chloride.
NH4Cl → NH3 + HCl
Amoni chloride phản ứng với một base mạnh, như natri hydroxide, tạo thành khí amonia:
NH4Cl + NaOH → NH3 + NaCl + H2O
Tương tự, amoni chloride cũng phản ứng với cacbonat kim loại kiềm ở nhiệt độ cao, tạo ra amonia và chloride kim loại kiềm:
2 NH4Cl + Na2CO3 → 2 NaCl + CO2 + H2O + 2 NH3
Dung dịch amoni chloride 5% trong nước có độ pH trong khoảng từ 4.6 tới 6.0.
Một số phản ứng của amoni chloride với các hóa chất khác có sinh nhiệt, như phản ứng của nó với bari hydroxide và quá trình hòa tan trong nước.

## Ứng dụng

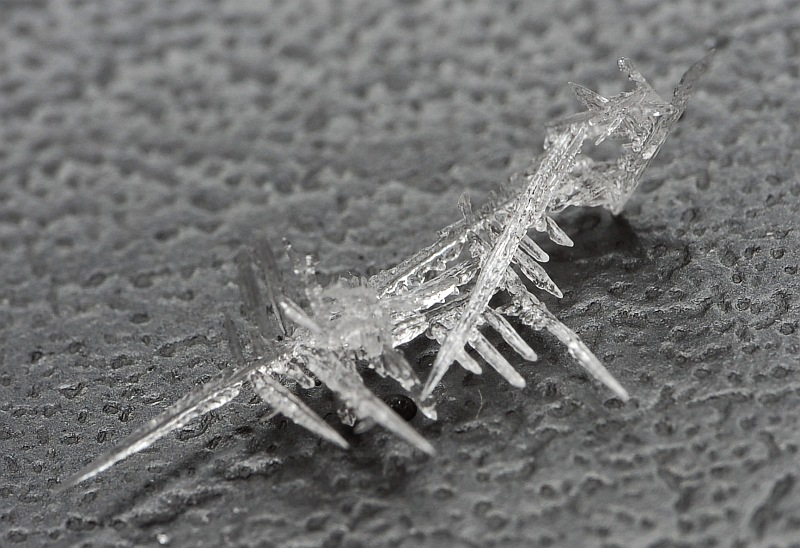
Tinh thể amoni chloride

Ứng dụng chính của amoni chloride là nguồn cung cấp nitơ trong phân bón (tương ứng với 90% sản lượng amoni chloride thế giới) như amoni clorophotphat. Các loại cây trồng dùng phân bón này chủ yếu là lúa ở châu Á.
Amoni chloride đã được sử dụng trong pháo hoa vào thế kỷ 18 nhưng đã được thay thế bằng các chất an toàn hơn và ít hút ẩm hơn. Mục đích của nó là để cung cấp nguồn clo để tăng cường màu xanh lá cây và màu xanh da trời từ ion đồng trong ngọn lửa.
Amoni chloride đã được sử dụng một thời để tạo ra khói trắng, nhưng phản ứng phân hủy kép tức thời của nó với kali clorat tạo ra hợp chất amoni clorat với tính ổn định không cao đã làm cho việc sử dụng chất này rất hạn chế.
Amoni clorua cũng được dùng để sản xuất paracetamol từ nitrobenzen. Đầu tiên, nitrobenzen đựoc khử bằng hỗn hợp kẽm-amoni clorua, sau đó được thủy phân bằng axit sulfuric. Cuối cùng, paracetamol được tạo ra bằng cách xử lý 4-aminophenol với anhydride acetic.